# Bahundanda
Bahundanda – gaun wikas samiti w zachodniej części Nepalu w strefie Gandaki w dystrykcie Lamjung. Według nepalskiego spisu powszechnego z 2001 roku liczył on 474 gospodarstw domowych i 2416 mieszkańców (1204 kobiet i 1212 mężczyzn).